# 和合乡 (都昌县)
和合乡，是中华人民共和国江西省九江市都昌县下辖的一个乡镇级行政单位。

## 行政区划
和合乡下辖以下地区：
和合社区、南溪村、田坂村、义公村、黎明村、青龙村、大前村、黄金村、双峰村、桥岭村、滨湖村和水产村。